# Obschtschestwennizy
Obschtschestwennizy (russisch Общественницы) war eine Frauenbewegung in der Sowjetunion. 

## Beschluss des Parteitages
Im Programm der Kommunistischen Partei Russlands, das auf dem 8. Parteitag 1919 angenommen wurde, wurde deutlich gemacht, dass sich die Partei nicht mit der formalen Gleichberechtigung der Frauen begnügen, sondern diese in die Wirklichkeit umsetzen wolle. Die Frauen sollten von der Mühsal der Hausarbeit befreit und in alle Sphären des Lebens der neuen Gesellschaft einbezogen werden. 

## Aktivitäten
Die Organisation entwickelte sich auf freiwilliger Arbeit basierend zu einer Wohltätigkeitsbewegung (auch wenn dieser Begriff nicht verwendet wurde, man sprach von „sozialen Aktivitäten“), die ähnlich der Firmenstruktur der Ehemänner der Mitglieder aufgebaut war. Sie verschönerten Arbeitsplätze, richteten Schulen und Kindergärten ein und verbesserten allgemein die Lebensqualität.
Das Journal der Bewegung «Общественница» erschien erstmals 1936. In den späten 1930ern wurden Mitglieder in „Männerberufen“ ausgebildet, um diese im erwarteten Krieg zu ersetzen.